# 짐 클래스 히어로스
짐 클래스 히어로스(Gym Class Heroes)는 미국 뉴욕 출신의 4인조 랩 록 밴드이다.

## 구성원
| 현재 구성원 - 트래비 맥코이 – 리드 보컬 (1997년―현재) - 디사시 루뭄바-카손고 – 기타, 백 보컬 (2004년–현재) - 에릭 로버트 – 베이스, 백 보컬 (2005년–현재) - 맷 맥긴리 – 드럼, 퍼커션 (1997년―현재) | 이전 구성원 - Ryan Geise – 베이스 (1997년–2005년) - Milo Bonacci – 기타, 보컬 (1997년–2004년) - Steve Decker – MPC (1997년–2003년) - Jason Amsel – 기타 (2000년–2001년) - Sammy Shuffler – 작사, 보컬 (2005년–2007년) |

## 음반 목록
- 2001년: ...For the Kids
- 2005년: The Papercut Chronicles
- 2006년: As Cruel as School Children
- 2008년: The Quilt
- 2011년: The Papercut Chronicles II[1]